# ورقة 100 دولار كندي
ورقة 100 دولار كندي واحدة من خمس أوراق نقدية من الدولار الكندي. هي الورقة الأعلى قيمة منذ أن سحبت ورقة الألف دولار تدريجيًا بدءًا من عام 2000، والأقل تداولًا. طُرِحت الورقة النقدية الحالية فئة 100 دولار كندي من خلال البنوك الكُبرى في نوفمبر 2011، وهي مصنوعة من بوليمر متين بدلاً من الورق النقدي التقليدي، الورقة بنية اللون في الغالب. على وجه الورقة صورة رئيس الوزراء السابق روبرت بوردن وعلى ظهرها الابتكارات الطبية والأنسولين. تشتمل ميزات الأمان المُقدَّمة في تصميم الأوراق النقدية على نافذتين شفافتين، مما يجعل تزويرها أكثر صعوبة من الأوراق النقدية التقليدية. تمتد إحدى النوافذ من أعلى إلى أسفل الورقة وتحتوي على صور ثلاثية الأبعاد مطعمة. النافذة الأخرى على شكل ورقة القيقب. تشتمل الميزات الإضافية على نَص شفاف وصورة معدنية وحبر مرتفع وأرقام مخفية جزئيًا. تم الإعلان لأول مرة عن تصميم الورقة وتغيير المادة إلى ورق بوليمر (بلاستيك)؛ لإطالة العمر ومنع التزييف في 10 مارس 2011. كشف تصميم الورقة الحالية محافظ بنك كندا مارك كارني ووزير المالية جيم فلاهيرتي عن الأوراق النقدية الجديدة فئة 100 دولار في 20 يونيو 2011.
استبدل بنك كندا في 18 أغسطس 2012 صورة المرأة ذات الملامح الآسيوية على ظهر الورقة النقدية بأُخرى ذات ملامح أوروبية استجابةً لمخاوف التركيز على الصورة النمطية للآسيويين أنهم متفوقون في التكنولوجيا. أدى هذا التغيير إلى جدل واسع لأن إعادة التصميم رؤي فيها تفضيل للشخص الأبيض باعتباره أكثر حيادية، مما تسبب في اعتذار الحاكم مارك كارني.

## الإصدارات
| الإصدار                  | السنة | اللون الأساسي | الوجه            | الظهر                                                                            | الإصدار        | الطرح          |
| ------------------------ | ----- | ------------- | ---------------- | -------------------------------------------------------------------------------- | -------------- | -------------- |
| سلسلة 1935               | 1935  | بني غامق      | هنري دوق غلوستر  | التجارة والصناعة                                                                 | 11 مارس 1935   |                |
| سلسلة 1937               | 1937  | بني           | جون ماكدونالد    | التجارة والصناعة                                                                 | 19 يوليو 1937  |                |
| المناظر الطبيعية الكندية | 1954  | بني           | إليزابيث الثانية | بحيرة أوكاناغن، جبل كامبل في كولومبيا البريطانية                                 | 9 سبتمبر 1954  |                |
| مشاهد من كندا            | 1975  | بني           | روبرت بوردن      | مدينة لونينبورج، نوفا سكوشا                                                      | 31 مايو 1976   | 3 ديسمبر 1990  |
| سلسلة طيور كندا          | 1988  | بني           | روبرت بوردن      | إوزة كندية                                                                       | 3 ديسمبر 1990  | 17 مارس 2004   |
| سلسلة الرحلة الكندية     | 2004  | بني           | روبرت بوردن      | خريطة كندا واقتباس من Jacques Cartier in Toronto لMiriam Waddington              | 17 مارس 2004   | 14 نوفمبر 2011 |
| سلسلة فرونتير            | 2011  | بني           | روبرت بوردن      | الابتكارات الطبية، إنسولين، حمض نووي ريبوزي منقوص الأكسجين، تخطيط كهربائية القلب | 14 نوفمبر 2011 |                |

## روابط خارجية
- Bank of Canada's banknote site
- Bank of Canada ethnically cleanses new $100 bill: Mallick
- http://www.theglobeandmail.com/news/british-columbia/article11965668.ece/BINARY/RCMP+release+shows+how+to+spot+a+fake+hundred.pdf